# Евтаназия
Евтаназия (от старогръцки ευθανασία -ευ: eu, „добър“, „красив“, и θάνατος, thanatos, „смърт“) е ускоряване и облекчаване на процеса на пълно и необратимо прекратяване на жизнените процеси в живите организми с помощта на медикаменти, обикновено с цел прекратяване на предсмъртната агония при тежки нелечими заболявания. През последните години концепцията за медицинска помощ при смърт (Medical assistance in dying MAID) известна още и като Доброволна асистирана смърт (Voluntary assisted dying VAD) намира все по-широка подкрепа предимно сред развитите западни общества, водейки до еволюционни промени в моралните норми и нормативните рамки. От гледна точка на степента на съдействие на медицинското лице по отношение на лицето желаещо настъпване на смърт процесът се дели на активна и пасивна евтаназия. Пасивната евтаназия се ограничава до предоставянето на средства за прекратяване на живота, като това е законно, стига действието, което пряко причинява смъртта, да се извършва от този, който желае да умре.
| №  | Държави легализирали | Статус                                    | в сила/приложима от:           | Забележка |
| -- | -------------------- | ----------------------------------------- | ------------------------------ | --- |
| 1  | Австрия              | правно регламентирана и приложима         | 01.01.2022 г.                  | |
| 2  | Белгия               | правно регламентирана и приложима         | 03.09.2002 г.                  | от 13.02.2014 г. е приложима и за лица над 12 години |
| 3  | Канада               | правно регламентирана и проложима         | 17.03.2021 г.                  | |
| 4  | Германия             | конституирана, не е правно регламентирана | неприложимо                    | |
| 5  | Колумбия             | конституирана, не е правно регламентирана | неприложимо                    | на 20-и май 1997 г. Върховният съд на страната дава разрешение да бъде извършена евтаназия на безнадеждно болни пациенти, които ясно са изразили своята воля. Сега в Колумбия съдилищата разглеждат и решават всеки подобен случай поотделно, защото няма законова регламентация |
| 6  | Люксембург           | правно регламентирана и приложима         | 16.03.2009 г.                  | |
| 7  | Канада               | правно регламентирана и приложима         | 17.03.2021 г.                  | |
| 8  | Нова Зеландия        | правно регламентирана и приложима         | 04.10.2021 г.                  | |
| 9  | Испания              | правно регулирана                         | 17.12.2021 г.                  | |
| 10 | Италия               | конституирана, не е правно регламентирана | неприложимо                    | |
| 11 | Швейцария            | правно регламентирана и приложима         | разрешено от 1942 г.           | пасивна евтаназия |
| 12 | части от САЩ         | правно регулирана и приложима             | За 11 щата, съгласно таблица 2 | изисквания за щат Орегон: да бъде на възраст над 18 години, да е постоянно пребиваващ в щата, да страда от смъртоност |
| 13 | части от Австралия   | правно регулирана и приложима             | 19.06.2019 г.                  | щат Виктория |
| 14 | Япония               | правно регулирана                         | 1962 г.                        | изискванията и бюрократичните процедури до голяма на практика суспендират закона и той реално не се прилага |

| Таблица 2: Американски щати, легализирали и регламентирали доброволната асистирана смърт |                      |                                                          |                          |                      |                                 |                                                         |
| Щат                                                                                      | В сила от            | Нормативен акт                                           | Изисква се пребиваване?  | минимална възраст    | Брой месеци до очакваната смърт | Брой заявки към лекар                                   |
| Калифорния                                                                               | 11 септември 2015 г. | ABX2-15 End of Life Option Act                           | да                       | 18                   | шест или по-малко               | два устни (с интервал от поне 15 дни) и един писмен     |
| Колорадо                                                                                 | 8 ноември 2016 г.    | Proposition 106 End of Life Options Act (65%)            | да                       | 18                   | шест или по-малко               | два устни (с интервал от поне 15 дни) и един писмен     |
| DC                                                                                       | 5 октомври 2016 г.   | B21-0038 Death with Dignity Act of 2016 (3-2)            | да                       | 18                   | шест или по-малко               | два устни (с интервал от поне 15 дни) и един писмен     |
| Хавай                                                                                    | 5 април 2018 г.      | HB 2739 Hawai'i Our Care, Our Choice Act                 | да                       | 18                   | шест или по-малко               | два устни (с интервал от поне 20 дни) и един писмен     |
| Мейн                                                                                     | 12 юни 2019 г.       | HP 948, An Act to Enact the Maine Death with Dignity Act | да                       | 18                   | шест или по-малко               | два устни (с интервал от поне 20 дни) и един писмен     |
| Монтана                                                                                  | 31 декември 2009 г.  | Montana Supreme Court in Baxter v. Montana (5-4)         | да                       | няма правен протокол | няма правен протокол            | няма правен протокол                                    |
| Ню Джърси                                                                                | 25 март 2019 г.      | Bill A1504 Aid in Dying for the Terminally Ill Act       | да                       | 18                   | шест или по-малко               | два устни (с интервал от поне 15 дни) и един писмен     |
| Ню Мексико                                                                               | 8 април 2021 г.      | Elizabeth Whitefield End of Life Options Act             | да                       | 18                   | шест или по-малко               | едно писмено искане (предоставен от държавата формуляр) |
| Орегон                                                                                   | 8 ноември 1994 г.    | Ballot Measure 16 (51%)                                  | Не (към 29 март 2022 г.) | 18                   | шест или по-малко               | две устни и една писмена                                |
| Вермонт                                                                                  | 20 май 2013 г.       | Bill S.77 Act 39 End of Life Choices                     | да                       | 18                   | шест или по-малко               | два устни (с интервал от поне 15 дни) и един писмен     |
| Вашингтон                                                                                | 4 ноември 2008 г.    | Initiative 1000 (58%)                                    | да                       | 18                   | шест или по-малко               | два устни (с интервал от поне 15 дни) и един писмен     |

Евтаназията е разрешена в Белгия през 2002 година. През същата година тя е разрешена и в Холандия. В Холандия евтаназията е право на всеки неизлечимо болен човек, който изпитва непоносими мъки, наясно е с фаталната си диагноза и решен да сложи край на живота си. Правото на собствения си живот има всеки холандец, започвайки от 12-годишна възраст. Все пак, за да се евтаназира дете на възраст между 12 и 16 години, е необходимо в допълнение към неговото съгласие и съгласието на родителите.
В САЩ, евтаназията е легализирана в няколко щата. В Орегон през 1994 г., в Тексас от 1999 г. Около двеста души са се възползвали в Орегон.
В Швейцария, евтаназията е легализирана през 2006 година. Преди това тя е съществувала извън закона – не е разрешена, но не се преследва. Швейцарските власти са си затваряли очите за евтаназията, така от цяла Европа неизлечимо болните отиват в частни клиники в Швейцария в търсене на последна милост.
На 17 март 2021 г. правителството на Канада въведе промени в канадския закон за медицинска помощ при умиращи (MAID). С новия закон бяха регламентирани промени в допустимостта, процедурните гаранции и рамката в режима на медицинска помощ при смърт. Процесът на нормативни промени е стартиран от санкцията на Върховния съд на Канада в делото Картър срещу Канада, от 6 февруари 2015 г., с което по същество потвърждава оспорването на конституционността на забраната за асистирано помощ при смърт, заявявайки, че откакто са се произнесли за последно по този въпрос в случая на Родригес от 1993 г., е имало съществена промяна в обстоятелствата, които „изместиха фундаментално параметрите“ на този дебат.

## История
Още в Древна Гърция и Рим, преди идването на християнството, отношението към детеубийството, активната евтаназия и самоубийството е имало тенденция да бъде толерантно. Много древни гърци и римляни не са имали убедително дефинирана вяра в присъщата стойност на индивидуалния човешки живот, а езическите лекари вероятно извършвали чести аборти, както и доброволни, и неволни убийства по милосърдие. На по-късен етап еврейските и християнските мислители са се противопоставяли на евтаназията като несъвместимо с човешкото благо и с отговорностите към Бога. През тринадесети век Тома Аквински подкрепя католическото учение за самоубийството в аргументи, които ще формират християнската мисъл за в продължение на векове. Аквински осъжда самоубийството като погрешно, защото противоречи на дълга към себе си и естествената склонност към самоудължаване; защото наранява други хора и общността, от която индивидът е част; и защото нарушава Божията власт над живота, който е Божи дар. позицията илюстрира отношението към самоубийството и евтаназията, което преобладава от Средновековието през Ренесанса и Реформацията. Реално никаква сериозна дискусия за евтаназията не е била възможна в християнска Европа до посвещението през 18 век. Едва в навечерието на 19 век писателите атакуват авторитетното учение на църквата по всички въпроси, включително евтаназията и самоубийството... Докато писателите оспорват авторитета на църквата по отношение на етичните По това време не е имало реален широк интерес към въпросите на евтаназията или самоубийството с помощта на лекар. 
Важен крайъгълен камък в дебата за евтаназията беше изолирането на морфина през 19 век и широкото му използване като аналгетик (обезболяващо средство). Когато практиката на аналгезия стана доста добре установена, Самюъл Уилямс, започна да се застъпва за използването на тези лекарства не само за облекчаване на терминална болка, но и за умишлено прекратяване на живота на пациента. През края на 1800 г. предложението на Уилямс за евтаназия получава сериозно внимание в медицинските списания и на научни срещи. Все пак повечето лекарите поддържават мнението, че болкоуспокояващите могат да се прилагат за облекчаване на болката, но не и за ускоряване на смъртта.